# Riksväg 2, Finland

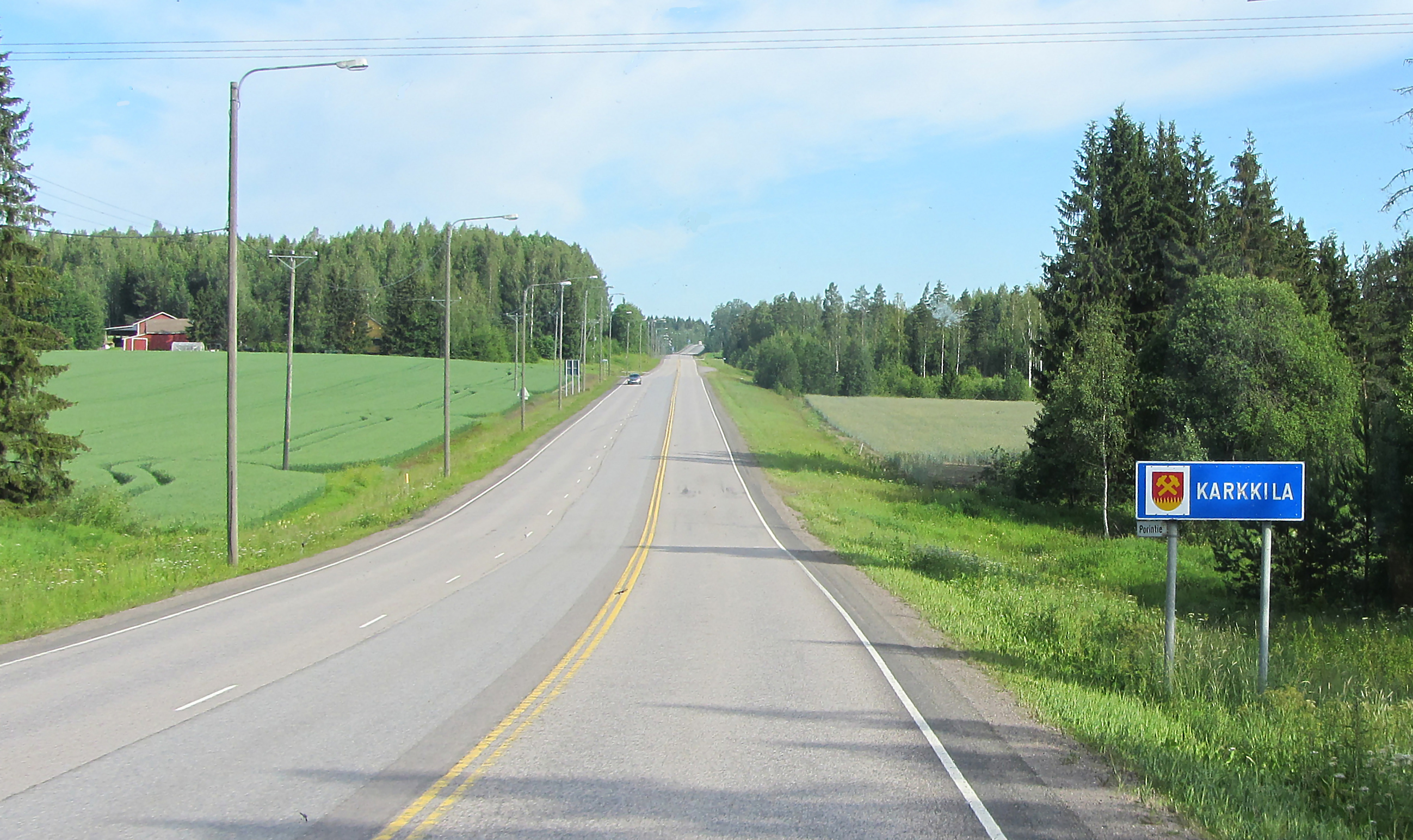
Riksväg 2 i Högfors.

Riksväg 2 är en av Finlands huvudvägar från Palojärvi i Vichtis till Tallholmen i Björneborg.
Den äldre sträckan från Helsingfors till Olkkala i Vichtis har blivit Regionalväg 120 då början av riksväg 2 flyttades att börja från Åbo-Helsingfors motorväg längre västerut. 
Sträckning:
- Vichtis, Palojärvi
- Vichtis, Nummela
- Vichtis, Kby
- Högfors
- Forssa
- Jockis
- Humppila
- Vittis
- Kumo
- Harjavalta
- Nakkila
- Ulvsby
- Björneborg
- Björneborg, Tallholmen

## Avståndstabell
|            | Helsingfors |         |        |          |        |
| Nummela    | 46          | Nummela |        |          |        |
| Forssa     | 116         | 70      | Forssa |          |        |
| Humppila   | 136         | 90      | 20     | Humppila |        |
| Vittis     | 180         | 134     | 64     | 44       | Vittis |
| Björneborg | 242         | 196     | 126    | 106      | 62     |